# In the Still of the Night
«In the Still of the Night» es una canción del cantautor neerlandés Jack Jersey, publicada en marzo de 1974 como el tercer sencillo de su segundo álbum de estudio, In the Still of the Night.

## Lista de canciones
- 7-inch single – Imperial 5C 006-25002[1]

1. «In the Still of the Night» – 2:22
2. «Mary» – 1:54

## Posicionamiento

### Gráfica semanal
| Gráfica (1974)                       | Pico de posición |
| ------------------------------------ | ---------------- |
| Alemania (Offizielle Top 100)        | 21               |
| Bélgica (Flandes) (Ultratop Singles) | 2                |
| Bélgica (Valonia) (Ultratop Singles) | 7                |
| Países Bajos (Nederlandse Top 40)    | 6                |
| Países Bajos (Single Top 100)        | 5                |

### Gráfica de fin de año
| Gráfica (1974)                       | Pico de posición |
| ------------------------------------ | ---------------- |
| Bélgica (Flandes) (Ultratop Singles) | 7                |
| Países Bajos (Nederlandse Top 40)    | 33               |
| Países Bajos (Single Top 100)        | 26               |